# 窄紋管竺鯛
窄紋管竺鯛（學名：Siphamia stenotes），又稱窄紋管天竺鯛，為輻鰭魚綱鈎頭魚目天竺鯛科管竺鯛屬下的一個種，分布於西太平洋印尼海域，深度11至45公尺，本魚體橢圓，體稍側扁，頭大、眼大、口大且斜裂，犁骨具有窄帶小齒，形成V形，顎上有窄帶的小牙齒，鱗片大、薄且脫落，前鰓蓋骨具鋸齒，舌頭兩側具發光器官，體半透明白色，帶銀色金屬光澤，體側有2條深色縱紋，一條從吻部，穿過眼睛延伸至尾柄處，另一條從額部延伸至第2背鰭，背鰭2個，尾鰭叉形，背鰭硬棘7枚、背鰭軟條9枚、臀鰭硬棘2枚、臀鰭軟條7-8枚，體長可達2.4公分，棲息在珊瑚礁，成小群活動，屬肉食性，繁殖期時，雄魚具有口孵習性，卵約7日化成仔魚，由雄魚吐出，具短暫的仔魚飄浮期，生活習性不明。